# Suore domenicane di Santa Rosa da Lima (Hawtorne)
Le Suore Domenicane di Santa Rosa da Lima (in inglese Dominican Sisters, Congregation of St. Rose of Lima) sono un istituto religioso femminile di diritto pontificio.

## Storia

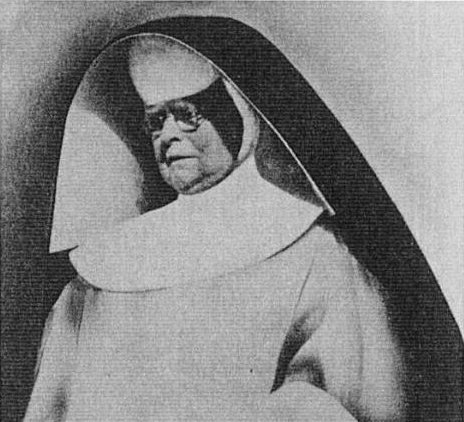
Rose Hawthorne Lathrop (madre Maria Alfonsa), fondatrice della congregazione

La congregazione fu fondata a New York da Rose Hawthorne Lathrop, figlia dello scrittore Nathaniel Hawthorne: si convertì dal protestantesimo al cattolicesimo nel 1891 e nel 1898, rimasta vedova, decise di entrare nel Terz'ordine domenicano insieme con la sua collaboratrice Alice Huber, con la quale aveva iniziato a dedicarsi all'assistenza agli ammalati di cancro incurabile.
Nel 1899 Lathrop e Huber si stabilirono in una casa dove potevano accogliere fino a sedici pazienti e a loro iniziarono a unirsi numerose collaboratrici. Su mandato di Michael Augustine Corrigan, arcivescovo di New York, l'8 dicembre 1900 il domenicano Clemente Thuente rivestì la Lathrop e le sue compagne dell'abito religioso e ricevette la professione della fondatrice e della Huber, che presero i nomi di Maria Alfonsa e Maria Rosa.
Il 25 marzo 1910 Giacinto Maria Cormier, maestro generale dell'ordine, affiliò la congregazione ai frati predicatori. Le costituzioni dell'istituto furono approvate dal cardinale Patrick Joseph Hayes nel 1927.

## Attività e diffusione
Le suore si dedicano all'assistenza ai malati terminali: non accettano alcun compenso dagli ammalati o dai loro famigliari, né sussidi governativi, ma la loro opera è sovvenzionata solo dalle offerte dei benefattori.
Sono presenti in varie località degli Stati Uniti d'America; la sede generalizia è ad Hawthorne, nello stato di New York.
Alla fine del 2015 l'istituto contava 51 religiose in 3 case.